# Dropie (obraz Józefa Chełmońskiego)
Dropie – obraz olejny malarza Józefa Chełmońskiego. Dzieło jest przechowywane w Muzeum Narodowym w Warszawie.

## Historia
Pod koniec pobytu we Francji artysta coraz bardziej tęsknił za krajem i polskim krajobrazem. W okolicy, w której mieszkał, próbował szukać pejzaży, przypominających mu rodzime. Na jednej z podparyskich łąk (okolice Wersalu) zaobserwował świtem dropie, co stało się inspiracją do namalowania obrazu.

## Opis

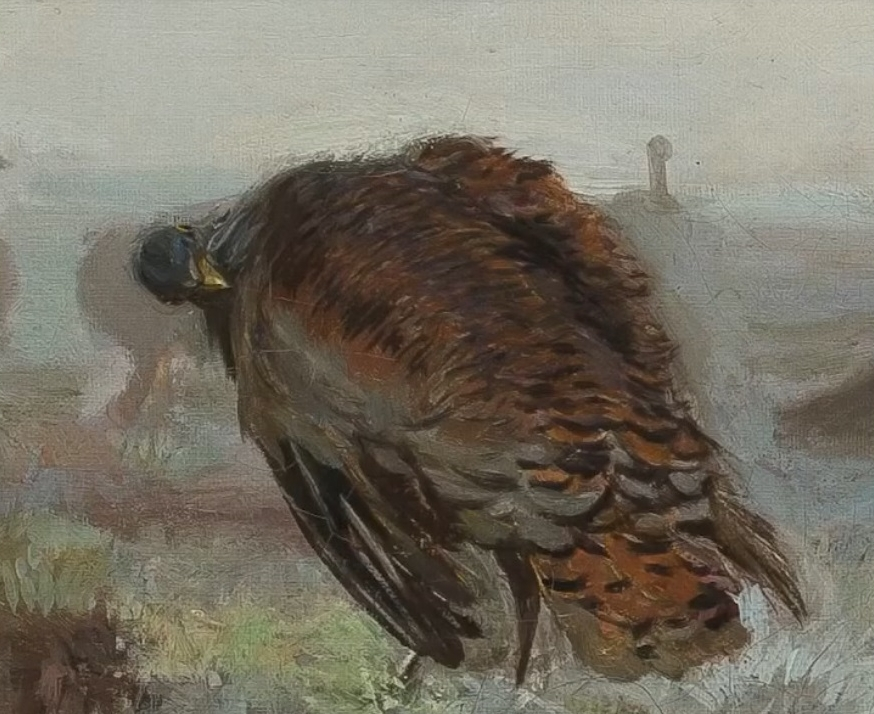
Detal, drop

Przedstawiony pejzaż jest spokojny i statyczny. Na płótnie malarz przedstawił grupę ptaków na pokrytej rosą, a być może i szronem, łące. Na pierwszym planie widać, szczegółowo ukazane, trawy, namalowane złamanymi zieleniami i błękitami. Na drugim planie Chełmoński umieścił brązoworude dropie, zajęte czyszczeniem piór i poszukiwaniem pożywienia; każdy z nich posiada cechy indywidualne. Delikatne ruchy niewielkiego stada są skontrastowane ze spokojną statyczną perspektywą rozciągającego się w tle pejzażu. Kontrast tworzą również szczegółowo oddane źdźbła traw i miękko, malarsko potraktowane niebo. Horyzont rozmywa się w szarofioletowych mgłach; płowe trawy przechodzą w szarości. Nad pustką łąki dominuje jasnoszary pas przestrzeni. Stonowana kolorystyka obrazu sugestywnie oddaje atmosferę i chłód jesiennego poranka. Dropie są oszczędne w formie i kontemplacyjne w nastroju.
Płótno zostało zaprezentowane w styczniu 1887 r. w Zachęcie i spotkało się z nieprzychylnymi reakcjami warszawskich krytyków sztuki. Współcześnie uznawane jest za jeden z najlepszych obrazów w dorobku Chełmońskiego.
Dropie wyznaczają nowy rozdział w twórczości Chełmońskiego: w tworzonych później pracach zaszły duże zmiany, dynamiczne kompozycje ustąpiły miejsca wyciszonym krajobrazom, często pozbawionym sztafażu. Na jego płótnach pojawiały się motywy pól i polnych dróg, lasów, rzek i jezior. Artysta zaczął malować w plenerze, rezygnując z mocnych, kontrastowych barw na rzecz stonowanych kolorów.